# Louis Fauche-Borel

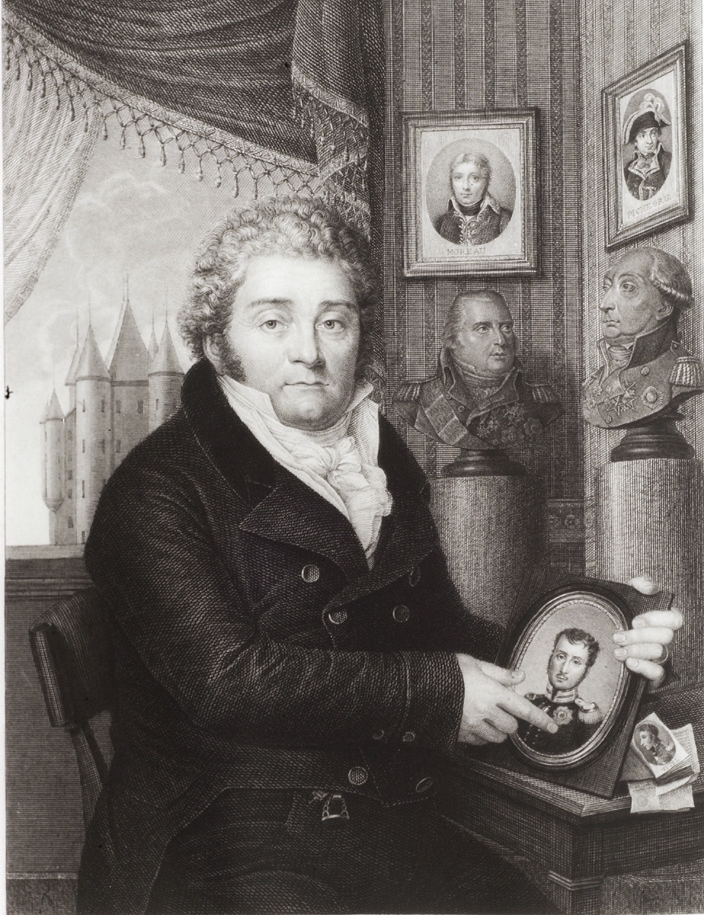
Louis Fauche-Borel

Abraham Louis Fauche-Borel (* 12. April 1762 in Neuenburg, Schweiz; † 4. September 1829 ebenda) war ein Schweizer Buchdrucker, Buchhändler und royalistischer Agent. Er war einer der gewandtesten Unterhändler der durch die Revolution vertriebenen Bourbonen.

## Leben
Louis Fauche-Borel war ein Sohn des Buchhändlers Samuel Fauche (1732–1803) und dessen erster Ehefrau Anne-Madeleine Borel-Petitjaquet. Nach einer Handelslehre in der Buchhandlung Virchaux in Hamburg, arbeitete er von 1780 bis 1782 in der väterlichen Druckerei in Neuenburg, das zu der Zeit zu Preußen gehörte. 1786 machte er sich selbstständig. Nach Ausbruch der französischen Revolution war er im Interesse der königlichen Familie und der Emigranten tätig, druckte und verbreitete deren Manifeste und ließ sich zu den Verhandlungen mit dem von den Bourbonen gewonnenen Jean-Charles Pichegru in Straßburg als Buchhändler nieder.
Hier 1795 auf Befehl des Direktoriums verhaftet, wurde er, da man keine verdächtigen Papiere bei ihm fand, bald wieder freigelassen und ging nun noch dreister zu Werke. Er war es, der 1797 die Proklamation Ludwigs XVIII. verbreitete, worin den Franzosen eine Verfassung versprochen wurde; auch machte er in Ludwigs Auftrag mehrere Reisen an die befreundeten Höfe, bis der Staatsstreich des 18. Brumaire VIII alle seine Pläne vernichtete.
Von neuem verhaftet, erhielt er zwar durch Fürsprache des preußischen Gesandten seine Freiheit wieder, doch nur unter der Bedingung, den französischen Boden nicht wieder zu betreten. 1804 verbreitete er das Manifest Ludwigs XVIII. an die französische Nation und ging 1805 nach Berlin. Dort flüchtete er 1806 vor Napoleons Einzug, hielt sich danach in England und Schweden auf und zog nach der Schlacht bei Paris am 30. März 1814 mit den Verbündeten in Paris ein, wo er vom Fürsten Karl August von Hardenberg zu geheimen Sendungen gebraucht wurde. 1820 wurde er von König Friedrich Wilhelm III. in den preußischen Adelsstand erhoben. Nach Napoleon Bonapartes Rückkehr (Herrschaft der hundert Tage) ging er im Auftrag des Wiener Hofs zu Ludwig XVIII. nach Gent und lebte danach längere Zeit in England, bis ihn Fürst Hardenberg 1821 zum Legationsrat ernannte und ihn als preußischen Generalkonsul nach Neuenburg sandte. Nach dem Tod Hardenbergs wurde seine Anstellung 1823 von Friedrich Wilhelm III. wieder aufgehoben. Fauche-Borel betätigte sich daraufhin als Unternehmer und gründete im selben Jahr in Berlin zusammen mit dem Bankier Abraham Perez eine Poudrette-Fabrik, nachdem er bereits 1821 ein Patent für transportable und geruchlose Abtrittbehälter (fosses mobiles indores) und Zubereitung der Poudrette und Urate, welche zum Düngen gebraucht werden können, erhalten hatte. Karl X. bewilligte ihm eine Pension von 5.000 Franc.
Die Memoiren von Louis Fauche-Borel erschienen 1829 in 4 Bänden. Der erste Band trägt das Erscheinungsjahr 1825. Am 4. September 1829 beging Louis Fauche-Borel Selbstmord; gemäss Artikel im Historischen Lexikon der Schweiz vereinsamt und verschuldet, „kurz nach der erfolglosen Veröffentlichung seiner Memoiren“.